# Béata Habyarimana
Pour les articles homonymes, voir Habyarimana.
Béata Uwamaliza Habyarimana (née en septembre 1975) est une banquière, économiste et femme politique rwandaise.
Elle est PDG de BK Group Plc, le plus grand groupe financier du Rwanda, après avoir été ministre du Commerce et de l'Industrie de mars 2021 à juillet 2022.

## Études
Béata Habyarimana est née en septembre 1975. Elle a obtenu sa licence en économie à l'université nationale du Rwanda de 1996 à 2000 et un Master of Business Administration et finances de l'université de Maastricht aux Pays-Bas en 2011.

## Carrière
Elle a occupé le poste de directrice générale adjointe de Bank of Africa, conglomérat bancaire multinational panafricain ayant des opérations bancaires dans dix-huit pays africains. Elle a également été une directrice générale de la banque Agaseke (désormais Bank of Africa Rwanda Limited (en)), a occupé des postes de direction à la Banque populaire du Rwanda (désormais BPR Bank Rwanda Plc (en)) et a également travaillé à la Fondation Bill-et-Melinda-Gates.
Béata Uwamaliza Habyarimana est ministre du Commerce et de l'Industrie de mars 2021 à juillet 2022. Elle est nommée PDG de BK Group Plc, groupe qui détient en particulier la Bank of Kigali, en août 2022. Elle remplace Diane Karusisi.